# Maryse Hilsz
Marie-Louise "Maryse" Hilsz (1903 — 1946) foi uma aviadora francesa conhecida pelos seus voos de longo alcance e por acrobacias nas quais saltava de paraquedas e andava por cima de uma asa enquanto um avião voava. Durante a Segunda Guerra Mundial, fez parte da resistência francesa. Participou no I Rallye Internacional Aeronáutico, em junho de 1935, em Lisboa.
Sepultada no Cemitério de Levallois-Perret.